# Trichomachimus marginis
Trichomachimus marginis är en tvåvingeart som beskrevs av Shi 1992. Trichomachimus marginis ingår i släktet Trichomachimus och familjen rovflugor. Inga underarter finns listade i Catalogue of Life.